# Steyr SSG 08
Lo SSG 08 (Scharfschützengewehr 08) è un fucile di precisione a otturatore girevole-scorrevole prodotto dalla Steyr Mannlicher. È un'evoluzione dello Steyr SSG 04, e viene utilizzato dalle forze armate di diversi paesi.
Fu introdotto nel 2008, sviluppato con il contributo dell'unità antiterroristica austriaca Einsatzkommando Cobra.

## Caratteristiche
L'SSG 08 si basa sull'azione rotante dell'otturatore SBS di Steyr con quattro alette di bloccaggio frontali, disposte a coppie. Dispone anche di canne pesanti forgiate a freddo e flottate a freddo, disponibili in lunghezze da 20 pollici (.308 Winchester), 23,6 pollici (.243 Winchester, .308 Winchester, .300 Winchester Magnum) e 27,2 pollici (.338 Lapua Magnum). L'alimentazione proviene da caricatori staccabili a doppia colonna, che contengono dieci colpi .243 Winchester o .308 Winchester, otto .300 Winchester Magnum o sei .338 Lapua Magnum.

## Paesi utilizzatori
- Austria: usato dal Jagdkommando
- Azerbaijan: usato dal DSX[3]
- Croazia
- Germania
- Norvegia[4]
- Russia[1]
- Slovenia
- Turchia[5]

## Nella cultura di massa
- In ambito videoludico, lo Steyr SSG 08 compare nel videogioco Counter-Strike: Global Offensive.